# Малахів курган (фільм)
«Малахів курган» (рос. «Малахов курган») — російсько-грузинський радянський художній фільм кінорежисерів Йосипа Хейфица, Олександра Зархі й Семена Дерев'янського. Фільм має ще одну назву «Сцени оборони Севастополя 1941—1942 рр.». По літературних матеріалах Бориса Войтехова. Фільм відновлений на кіностудії «Мосфільм» у 1964 р.

## Сюжет
В основі сюжету — один з епізодів героїчної оборони Севастополя під час другої світової війни. Фільм розповідає про долю п'яти матросів із загиблого міноносця «Грозний», які билися на Малаховому кургані, одному з найважливіших вузлів оборони міста.

## Актори
- Микола Крючков — командир Борис Лихачов
- Борис Андреєв — майор Жуковський
- Акакій Хорава — віце-адмірал
- Марія Пастухова — Марія Первенцева
- Микола Дорохін — сержант Сизов
- Федір Іщенко — моряк
- Микола Горлов — моряк
- Євген Перов — моряк
- Ігор Ткачук — моряк
- Зураб Лежава — моряк
- Андрій Сова — епізодична роль
- Андрій Файт — епізодична роль
- Анатолій Сміранін — розповідач (голос)